# Шома Дои
Шома Дои (јап. 土居 聖真; 21. јун 1992) јапански је фудбалер.

## Каријера
Током каријере је играо за Кашима Антлерс.

## Репрезентација
За репрезентацију Јапана дебитовао је 2017. године. За тај тим је одиграо 2 утакмице.

## Статистика
| Јапан  | Јапан   | Јапан  |
| Година | Наступи | Голови |
| ------ | ------- | ------ |
| 2017.  | 2       | 0      |
| Укупно | 2       | 0      |